# James E. Moore Jr.

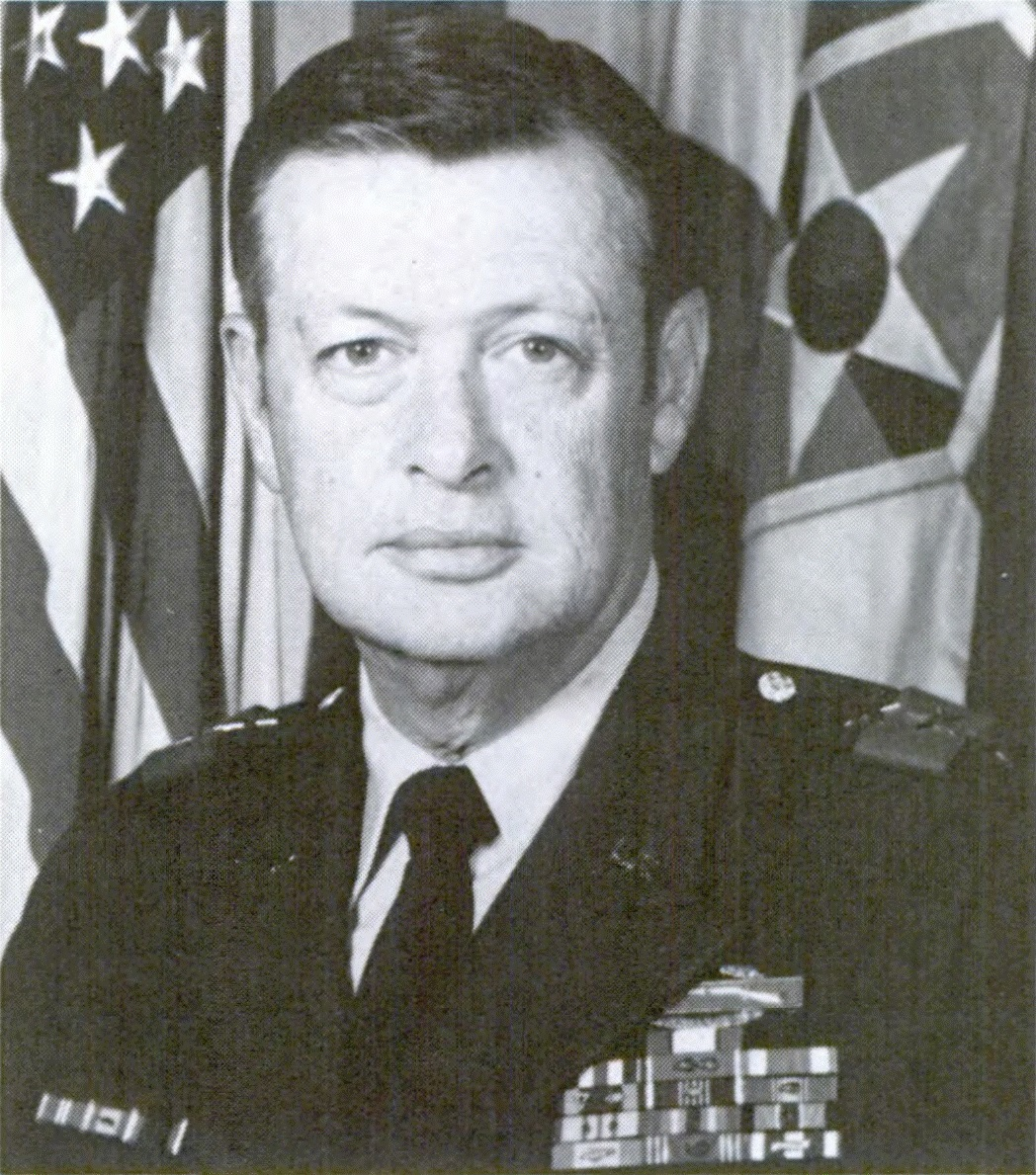
James E. Moore (1985)

James Edward Moore, Jr. (* 28. Juni 1931 in Fort Thomas, Campbell County, Kentucky; † 30. Januar 1999 in Salinas, Monterey County, Kalifornien) war ein Generalleutnant der United States Army. Er war unter anderem Kommandeur der 6. Armee.
James Moore Jr. war der Sohn von James Edward Moore Sr. (1902–1986) und dessen Frau Mildred May Lindberg (1903–1976). Nach der High School und der Sullivan’s Prep School in Washington, D.C. durchlief er in den Jahren 1950 bis 1954 die United States Military Academy in West Point. Nach seiner Graduation wurde er als Leutnant der Infanterie zugeteilt. In der Armee durchlief er anschließend alle Offiziersränge vom Leutnant bis zum Drei-Sterne-General.
Im Lauf seiner militärischen Karriere absolvierte Moore verschiedene Kurse und Schulungen. Dazu gehörten unter anderem der Infantry Basic Course, der Infantry Advanced Course, das Air Command and Staff College der United States Air Force und das United States Army War College.
In seinen jüngeren Jahren absolvierte er den für Offiziere in den niederen Rangstufen üblichen Dienst in verschiedenen Einheiten und Standorten. Dazu gehörten auch Aufgaben als Stabsoffizier in verschiedenen Hauptquartieren. Moore war unter anderem in Heilbronn in Deutschland stationiert, wo er Zugführer einer Infanterieeinheit war. Später kommandierte er eine Luftlandekompanie in Fort Bragg. Es folgte eine Versetzung nach Paris, wo er die französische Sprache erlernte. In der Folge war er in den Jahren 1962 bis 1965 Dozent für Französisch an der Militärakademie in West Point.
Anschließend wurde er mit der 25. Infanteriedivision im Vietnamkrieg eingesetzt. Dort war er zunächst Stabsoffizier und dann Bataillonskommandeur. Dabei wurde er auch in Gefechte verwickelt. Für seine militärischen Leistungen wurde er mit dem Silver Star und dem südvietnamesischen Cross of Gallantry ausgezeichnet.
Nach seiner Vietnamzeit bekleidete Moore einige Stellen als Stabsoffizier, unter anderem bei EUCOM in Stuttgart, wo er in der Stabsabteilung J-3 für Operationen tätig war. Nach seiner Beförderung zum Oberst erhielt er das Kommando über die 3rd BCT Brigade und danach über die 1. Brigade der 7. Infanteriedivision.
Anfang 1979 erreichte Moore mit seiner Beförderung zum Brigadegeneral die Generalsränge. In der Folge war er Stabsoffizier bei der 2. Infanteriedivision in Südkorea und dann Stabsoffizier im Pentagon. Im Juli 1982 erhielt er das Kommando über die 7. Infanteriedivision. Danach wurde er erneut nach Südkorea versetzt, wo er das Kommando über die dortige Combined Field Army erhielt. Nach dem Ende dieses Kommandos wurde er zum Presidio bei San Francisco versetzt, wo er im Jahr 1987 als Nachfolger von Frederick F. Woerner Jr. das Kommando über die 6. Armee erhielt. Er bekleidete dieses Amt bis zu seinem Eintritt in den Ruhestand am 30. Juni 1989 als William Hardin Harrison seine Nachfolge bei der 6. Armee antrat.
In den Jahren nach dem Ende seiner Militärzeit unternahm James Moore mit seiner Frau Joan Marie geborene Phillips mehrere Reisen in verschiedene Teile der Welt. Dazwischen engagierte er sich als Zivilist an der Entwicklung von Plänen zur Neugestaltung von Fort Ord in Kalifornien. Im März 1998 wurde bei ihm eine Krebserkrankung festgestellt, an deren Folgen er am 30. Januar 1999 in Salinas im Alter von 68 Jahren starb. Er wurde auf dem amerikanischen Nationalfriedhof Arlington beigesetzt.

## Orden und Auszeichnungen
James erhielt im Lauf seiner militärischen Laufbahn unter anderem folgende Auszeichnungen:
- Army Distinguished Service Medal
- Silver Star
- Cross of Gallantry (Südvietnam)